# Parada (film)
Parada  (în sârbă: Парада / Parada) este un film de comedie-dramă regizat de Srđan Dragojević din 2011.

## Legături externe
- Parada la Internet Movie Database